# 398 a.C.

## Eventos
- Marco Valério Latucino Máximo, Marco Fúrio Camilo, pela segunda vez, Lúcio Valério Potito, pela quinta vez, Lúcio Fúrio Medulino, pela terceira vez, Quinto Servílio Fidenato, pela segunda vez, e Quinto Sulpício Camerino Cornuto, pela segunda vez, tribunos consulares em Roma.